# Luna, el misterio de Calenda
Luna, el misterio de Calenda (que en català vol dir: "Lluna, el misteri de Calenda") és una sèrie de televisió espanyola d'amor i misteri d'Antena 3 produïda per Daniel Écija i protagonitzada per Belén Rueda. Va estrenar-se el 10 d'abril de 2012 i està feta a diverses ciutats espanyoles: Candelario, Àvila i Segòvia.
La sèrie gira al voltant de la vida dels habitants de Calenda, un lloc misteriós i amagat on l'existència d'homes-llop sembla molt més que una simple llegenda.

## Argument
El capità Costa ha desaparegut a Calenda, i la Sara, la seva dona, no vol deixar de buscar-lo fins que el trobi i així poder unir de nou la seva família. La Sara, jutgessa, arriba a Calenda a la recerca de respostes, però el que hi troba no és més que preguntes: què amaguen els seus habitants i què amaguen els boscs.
La Sara aviat descobrirà que el seu marit també amagava coses, i pensa arribar al fons de la qüestió.

## Repartiment
| Personatge    | Intèrpret          |
| ------------- | ------------------ |
| Sara Cruz     | Belén Rueda        |
| Raúl Pando    | Daniel Grao        |
| Joel          | Álvaro Cervantes   |
| Nacho Castro  | Fran Perea         |
| Fernando      | Marc Martínez      |
| Olivia Pando  | Olivia Molina      |
| Carola        | Belén López        |
| Leire Costa   | Lucía Guerrero     |
| Basilio Lorca | César Goldi        |
| Vera          | Macarena García    |
| Tomás         | Carlos Cuevas      |
| Pablo         | Alex Maruny        |
| Claudio       | Boris Ruíz         |
| David Costa   | Leonardo Sbaraglia |
| Sonia Murillo | María Cantuel      |
| Salva         | Daniel Ortiz       |
| Juez Cortázar | Ramón Barea        |
| Gerardo       | Antonio Durán      |